# Први англо-авганистански рат
Први англо-авганистански рат вођен је у периоду 1838–1842. године између Британског царства и Авганистанског емирата.

## Увод
Рат су повели Британци да би са авганистанског престола збацили Дост Мухамеда и наметнули шаха Шуџу као свог вазала. На страни Британаца у рату учествују и припадници хиндуске секте Сики, али Ранџит Синг, њихов владалац, није допустио пролаз британским трупама преко своје територије куда води најкраћи пут за Кабул. Сики ће тим правцем дејствовати сами.

## Почетак рата
Индуска армија (око 21000 људи) под генералом Џоном Кином кренула је у јануару 1839. године обилазним путем од око 1500 км, са средњег Инда преко превоја Болан. Успут је повредила неутралност Синда које Британци још увек нису анектирали. Уз велике тешкоће и губитке, изазване недостатком хране и воде, стигла је у Кабул 3. августа 1839. године. Дост Мухамед се склонио у планине. Јачег отпора било је само у граду Газнију. У Кабулу су Британци поставили свечано на престо непопуларног Шуџу, али су апсолутно владали они сами. Генерал Кин се вратио са делом снага оставивши 8000 људи.

## Наставак и крај рата
Незадовољство Авганистанаца претворило се 1841. године у отворени устанак. Генерал Вилијам Џорџ Елфинстон отпочео је повлачење из Кабула 6. јануара 1842. године са 4500 деморалисаних војника (од којих само 700 Британаца) и 12 000 Индијаца који су пошли с војском. Претходно је предао Авганистанцима своју касу, све топове и неколико официра са њиховим женама као таоце. За то је добио обећање да ће имати слободан пут до границе. Али, Акбар Кан, Дост Мухамедов син и главни вођа устанка, није био у могућности да умири фанатичну мржњу својих поданика. Англо-индијска армија успут је нападана док није сасвим уништена. Британци су сачували само гарнизоне у Кандахару и Џалалабаду. Одавде је пошла казнена експредиција која је средином септембра поново ушла у Кабул и, пошто је уништила град, вратила се преко Хајбарског превоја у Индију. Дост Мухамед, који се 1840. године предао Британцима, враћен је на престо.